# Józef Młynarczyk (wojskowy)

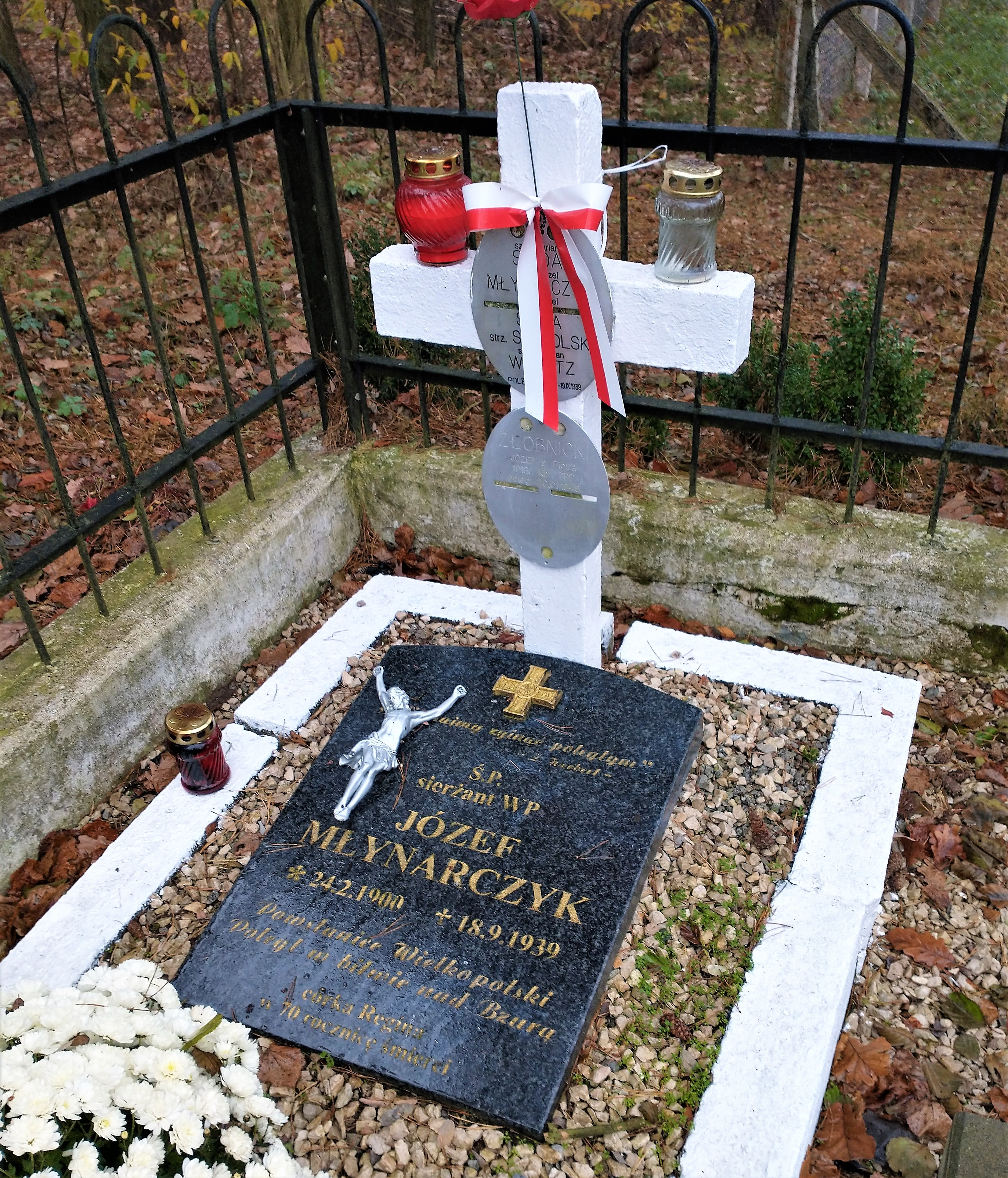
Grób na cmentarzu wojennym w Starych Budach

Józef Młynarczyk (ur. 24 lutego 1900 w Ligocie, zm. 18 września 1939 w Starych Budach) – zawodowy żołnierz Wojska Polskiego, uczestnik kampanii wrześniowej.

## Życiorys
Ukończył szkołę powszechną i pracował na roli. W 1917 wyjechał do pracy do Essen i pracował tam w zakładach Kruppa. W sierpniu 1917 powołano go do armii pruskiej (24. Pułk Saperów), skąd w grudniu 1918 zdezerterował i zasilił szeregi powstańców wielkopolskich pod Krotoszynem. 7 stycznia 1918 zgłosił się jako ochotnik do Kompanii krotoszyńskiej, pod dowództwem Jana Lejdy. Brał udział w walkach pod Zdunami, a po relokacji do Ostrowa Wielkopolskiego także pod Kobylą Górą. Od połowy maja 1919 uczestniczył w kursie na Wielkopolskiej Szkole Podoficerskiej Piechoty w Poznaniu, gdzie otrzymał stopień kaprala. Został wcielony do 70. Pułku Piechoty w Pleszewie. W 1921 został oficerem zawodowym. W 1932 miał stopień sierżanta. W końcu sierpnia 1939 dowodził 4. kompanią i wraz z 70. Pułkiem Piechoty uczestniczył w bitwie nad Bzurą. Tam poległ pod Starymi Budami, gdzie spoczywa na lokalnym cmentarzu wojennym.
Po wojnie poszukiwał go bezskutecznie Polski Czerwony Krzyż. Dopiero w 2007, przy pomocy historyka, Michała Kaczmarka, rodzinie udało się zlokalizować jego mogiłę na podstawie „Księgi pochowanych żołnierzy polskich poległych w II wojnie światowej”.

## Życie prywatne
W 1920 ożenił się z Pelagią Kraszkiewicz (zm. 1928), z którą miał troje dzieci: Kazimierza (1921-1941, zmarł tragicznie, utopił się w Warcie), Waleriana (ur. 1925-1939, zginął podczas niemieckiego bombardowania stacji Komarno) oraz Reginę (ur. 1928). Rodzina mieszkała w Pleszewie przy ulicy Poznańskiej 41, a niedługo przed wybuchem II wojny światowej przy ulicy Kraszewskiego. W 1936 ożenił się po raz drugi, z Jadwigą Trzebowską. Miał z nią syna, Józefa (ur. 1937).

## Odznaczenia
Otrzymał następujące odznaczenia:
- Medal Niepodległości (1932),
- Srebrny Medal za długoletnią służbę (1938),
- Krzyż Walecznych (pośmiertnie)[1][3].